# Siamese Singles
Siamese Singles er et boxsæt udgivet af Smashing Pumpkins i slutningen af 1994. 
Udgivelsen består af fire 7" plader, og der er kun trykt 6.000 eksemplarer. Siamese Singles er således en samling af de fire singler fra bandets andet album, Siamese Dream, der blev udgivet i 1993. De fire singler er Cherub Rock, Today, Disarm og Rocket. 

## Skæringsliste

### Cherub Rock
1. Cherub Rock
2. Purr Snickety

### Today
1. Today
2. Apathy's Last Kiss

### Disarm
1. Disarm
2. Siamese Dream

### Rocket
1. Rocket
2. Never Let Me Down Again

Alle sange er skrevet af Billy Corgan med undtagelse af Never Let Me Down Again. Denne sang er skrevet af Martin Gore og oprindeligt indspillet af Depeche Mode. 